# Nữ tu sĩ (tiểu thuyết)
Nữ Tu sĩ (tiếng Pháp: La Religieuse), là cuốn tiểu thuyết của nhà văn Pháp Denis Diderot, viết năm 1760 nhưng đến năm 1796 mới xuất bản, sau khi tác giả qua đời.

## Nội dung
Suzanne, là con hoang của bà Simonin. Bố dượng cô, ông Simonin, là một nhà tư sản khá giả. Vì ân hận với lỗi lầm của mình và không muốn đứa con hoang ảnh hưởng đến phần gia tài của hai người con gái chính thức, bà Simonin ép Suzanne phải vào nhà tu kín, trái với ý nguyện của cô. Nàng tu sĩ bất đắc dĩ ấy đau khổ, tìm cách thoát khỏi nhà tù kín. Cô chuyển đến luật sư Manuri một bức thư trần tình nhờ luật sư dùng pháp luật can thiệp. Tu viện trưởng biết chuyện, và thế là Suzanne phải trải qua những ngày tháng khủng khiếp, bị hành hạ hết sức khả ố. Sự việc dẫn đến tai Cha xứ bề trên. Cha xứ là người thẳng thắn, công minh, mở cuộc điều tra và Suzanne được chuyển đến một tu viện khác. Không còn bị hành hạ như ở tu viện trước, nhưng một loạt nguy hiểm kiểu mới ập xuống đầu cô gái ngây thơ. Cai quản tu viện mới là một bà xơ quái đản, dâm đãng, có những ham muốn xác thịt đồng tính ghê tởm với các nữ tu sĩ, đặc biệt là với Suzanne. Rồi một Nữ tu viện trưởng khác đến thay thế. Tình hình cũng chẳng sáng sủa gì hơn. Những cuộc hành hạ mới sắp bắt đầu. Suzanne quyết định trốn khỏi tu viện đến nương náu tại nhà một chị thợ giặt và được chị giúp công ăn việc làm. Tại đây, Suzanne viết thư kể lại cuộc đời gian truân của mình cho Hầu tước Croismare, một người tốt bụng. Ít lâu sau, hầu tước nhận được tin Suzanne ốm và qua đời.

## Giá trị
Tác giả nêu vấn đề quyền sống tự do của con người và làm độc giả phải ngẫm muốn sống tự do và hạnh phúc phải làm thay đổi trật tự xã hội. Nữ tu sĩ mang hơi thở của cuộc đấu tranh cho tự do đương diễn ra ở Pháp nửa sau thế kỷ XIX.

## Chuyển thể
Tiểu thuyết chuyển thể phim năm 1966 và năm 2013 (The Nun), tham gia Liên hoan phim Berlin